# مارتين بهايم
مارتين بهايم (بالإسبانية: Martín Behaim)‏ (نورنبرغ 6 أكتوبر1459م -ليسبوه 29 يوليو1507م) يُعرف أيضاً باسم مارتين دي بهايم، هو التاجر، وعالم الفلك، والبحار، والعالم الجغرافي الألماني الذي قدم خدماته إلى البرتغال حيث قضى بها نحو نصف حياته. وأيضاً تعود شهرته إلى إنشائه للكرة الأرضية القديمة.

## بداياته
وُلِد في نورنبرغ -فرانكونيا- وهي بافاريا حالياً. يعود أصله إلى أجدى العائلات الثرية من التُجار الأصليين لبوهيميا، والتي نشأة بالمدينة في أوائل القرن الرابع عشر الميلادي. هو الأخ الأكبر لأخوته السبع. كان والده تاجراً مهماً، حيث كان يمتلك في سنواته الأولى تجارات في أماكن بعيدة كڤينيسيا، كما إنه تم اختياره عام 1461م عضو من أعضاء مجلس الشيوخ. توفى والده عام 1474م بسنوات قليلة قبل وفاة والدته (أچينس سبتشوبر) التي توفيت في 8 يوليو 1487م.
في فترة شبابه قد قرر أن يسلك مسلك والده في العمل التجاري، وتعلم بشكل متكامل لأجل ذلك. وبدأ أن يكتسب خبرته من تجارات والده، وبعد وفاة والده اتحد مع عمه ليوناردو بهايم وبارتلز ڤون أيب صديقة العائلة وواحداً من المنفذين لوصية والدته.

## إقامته بهولندا
عام 1476م أراد مارتين أن يطبق خبراته ومعرفته التسويقية وم تعلمه كتاجر؛ لذلك اجتمع مع چوريوس ڤان دورب هو بائع لملابس بمدينة ماليناس، والذي بقى معه قرابة عام. وآنذاك زار كلاهما معارض فرانكفورت؛ حيث استطاع مارتين أن يمارس خبراته في مجال التجارة. على الرغم من أن في بدايات عام 1477 كانت الطرق المؤدية إلى المعرض غير آمنة للمسافرين؛ لذلك كان ڤان دروب يفضل أن يبيع بضائعه في السوق الألمانية في أمبيرس. وفي نهايات هذا العام ولرغبة والدة مارتين عاد مارتين إلى معرض الخريف لفرانكفورت، وتقابل مرة أخرى مع ڤان دروب الذي ساعده في أعماله.
عام 1478م بينما كان مارتين يعمل بمعرض الخريف، قام بكتابة رسالة إلى عمه ليوناردو (18ديسمبر)، ذكر بها إنه لم يعد يرغب بالعمل في مالينيس؛ لإنه يريد أن يطور، ويحسن من خبرته التجارية. وفيما بعد قام مارتين بالانتقال إلى دكان لصباغة الملابس مديره فارتيز هيبرلين من نورنبرغ لكنه يقيم في مالينيس، حيث تعلم فيها مارتين الحسابات. وفي خطاب آخر لمارتين إلى عمه عام يونيو 1479م كتب إنه كان يستطيع أن يمارس تعليمه بشكل أفضل. وبذلك اتم ممارسته كمتعلم للتجارة.

## إقامته بالبرتغال
في يونيو1484م ذهب مارتين لأول مرة إلى لشبونة بهدف التجارة في هذا البلد، وفي هذه الفترة أقام علاقات تجارية بين البرتغال من جانب، وفلاندر (بلجيكا)، والرابطة الهانزية، وبعض الدول بألمانيا العُليا من جانب آخر.
وبعد قليل من الوقت، اقام علاقة صداقة مع چوس ڤان هورتر، وقبطان موهوب لجزيرة بيكو في الأزور، والتي أصبحت ابنته فيما بعد زوجة لمارتين (حدث ذلك في 1488م أو قبل ذلك، وانجب منها طفلهما في6أبريل1489م). أدت تلك العلاقة مع ڤان هورتر إلى اقترابه من البلاط الملكي، والطبقة الأرستقراطية البرتغالية. وبذلك استطاع مارتين تأسيس تجارته، والإقامة في فايل، وأن يُحضر حماه في إدارة الأراضي.
في 18فبراير 1485م كان الملك خوان الثاني ملك البرتغال يدعوه باسم الفارس. لم يتم سبب معرفة تسميته بهذا الاسم، لكن هناك عدة احتمالات من بينهم ٱن التسمية تعود إلى ما قدمه من خدمة كعالم فلك ورسام خرائط، أو لاشتراكه في العديد من المعارك التي نشبت بين البرتغاليين في سوتا، أو ضد المورو في أفريقيا. من المحتمل إنه تعرف على كريستوفر كولومبوس أثناء زيارته للبرتغال، وأيضاً تناقشوا حول موضوع يقترب من اكتشاف الأراضي الهندية في الغرب، حيث تم ذكر ذلك في التاريخ العام للهند للمؤرخ أنطونيو دي هيريرا عندما شرح اكتشاف كولومبوس، ورحلاته، وأضاف أن كولومبوس أكد رأيه مع صديقه البرتغالي وعالم الكوزموغرافي مارتين بهايم.

### عضو في مجلس الرياضيين

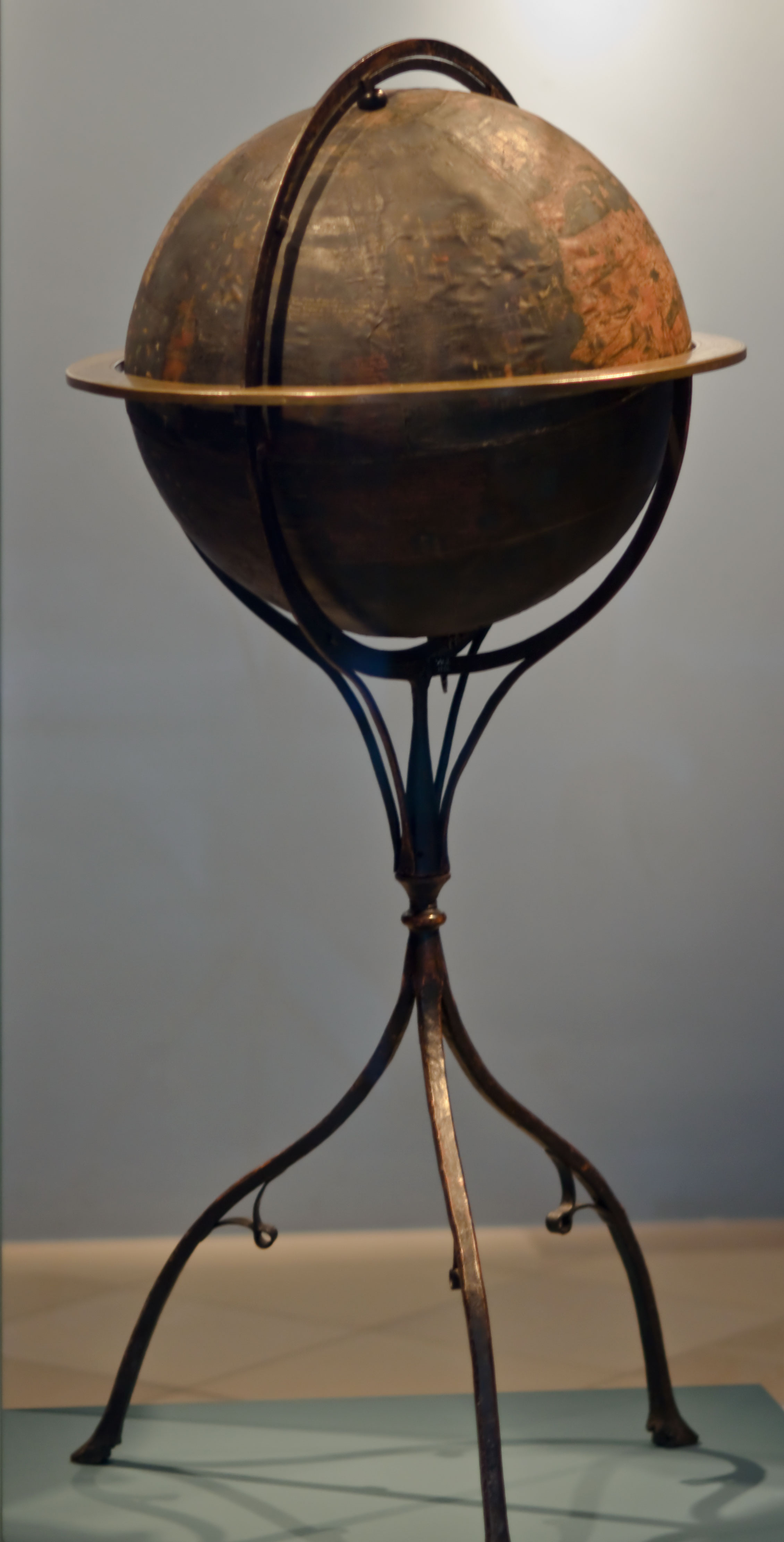
الأردابفيل

عُرف الملك خوان الثاني ملك البرتغال في العديد من المواقف باستشاراته العلمية مع العلماء الذين كان محل ثقته. ولهذا استطاع مارتين الانضمام إلى مجلس الرياضيين ما بين عامي 1484م و1485م. كانت نظريته محددة بالعديد من المناهج مقياس العرض الجغرافي أعتباراً من ارتفاع الطول الجغرافي للشمس، وبسبب أن حجم حجم القطب الذي كان يدل البحارة في الماضي لم يكن كافياً لإرشاد البحارة البرتغاليين الذين كانوا يعبروا خط الأستواء؛ لإنه لم يكن واضحاً في نصفي الكرة الأرضية الجنوبي، وكان يسبب مشاكل عدة في إتاهتهم. وفقاً للمؤرخ البرتغالي اليهودي جواو دي باروس أكد أن مجلس الرياضيين أُسِسَ بفضل الفيزيائيين: المُعلم رودريجو، والمُعلم چوزيف، ومارتين بهايم الذي تلمذ على يد عالم الفلك يوهان مولر.

## السفر إلى أفريقيا
هناك مصدران تحدثا عن اشتراك بهايم كبحار وعالم خرائط في رحلة إلى أفريقيا. الأول هو الكرة الأرضية التي صممها فيما بعد. والثاني وُجِد في الكتاب اللاتيني تشونيكاروم الذي كتبه الألماني هارتمان سيدات، والذي نُشر في 12 يوليو 1493م، وترجمه إلى الألمانية چورچ ألت (كاتب وثائق). النسخة الأصلية لهذا الكتاب كُتِبت بحروف مقروءة؛ على الرغم من أن النص الذي أشار إليه مارتين إنه مهمش ومكتوب بخط اليد بطريقة مُشبَّكة، وإن ترجمته باللغة الألمانية صحيحة. هذا يؤكد أن المعلومة تم كتابتها بواسطة الكاتب بعد ٱن أتم العمل باللغة اللاتينية، لكن قبل أن يقوم ألت بالترجمة إلى اللغة الألمانية.
وفقاً لهذه المراجع، أرسل الملك خوان الثاني عام1484م اثنين بكارافيل بقيادة كل من ديغو كاو وزارتين بهايم، وهدفها هو اجتياز قارة أفريقيا. قاموا بتجارة مع قبيلة الولوف، ومع شعوب جمهورية غامبيا، وابحروا إلى الشرق، ووصلوا إلى جُزر غينيا، وشملوا جزيرة مارتيني. استطاعوا عبور خط الأستواء، واستمروا في الأبحار نحو الجنوب نحو37° دائرة عرض نحو الجنوب حتى أدركوا رأس الجبل الأسود في أقصى جنوب أفريقيا، حيث أنشأوا عمود من الأحجار في 18يناير 1485م. أبحروا نحو 260فرسخاً حتى رأس لادو حيث عادوا. يُعتقد أنهم زاروا أرض الملك فوفور حيث نمو الفلفل الأسود.
عادوا إلى لشبونة بعد 19 شهر، واحضروا معهم الحبوب، والبهارات من بينها الفلفل الأسود، وقرفة حقيقية التي قيل أنها تم اكتشافها منذ زمن في أرض فوفور.
على الرغم من إنه غير مؤكداً إذا كانت تلك المصادر صادقة، أم إنها جزء من مجد مارتين، لكن المؤكد أن جملة ديوغوكو وصلت إلى مملكة ماني كونجو، وحتى وصلت إلى مصب نهر الكونغو نحو 150°جنوب خط الأستواء. وأيضاً عُرف أن البحار بارثولوميو دياز عاد إلى لشبونة عام1488م بعد أن عبر رأس الرجاء الصالح، وأدرك أقصى جنوب أفريقيا. ومن المحتمل أن مارتين لم يوافق على هذا الحدث، وينعكس هذا في كرته الأرضية التي أرادت توضيح أن كلاً من كاو ومارتين هما اللذان عبروه قبله بثلاث سنوات.

## عودته إلى نورنبرغ

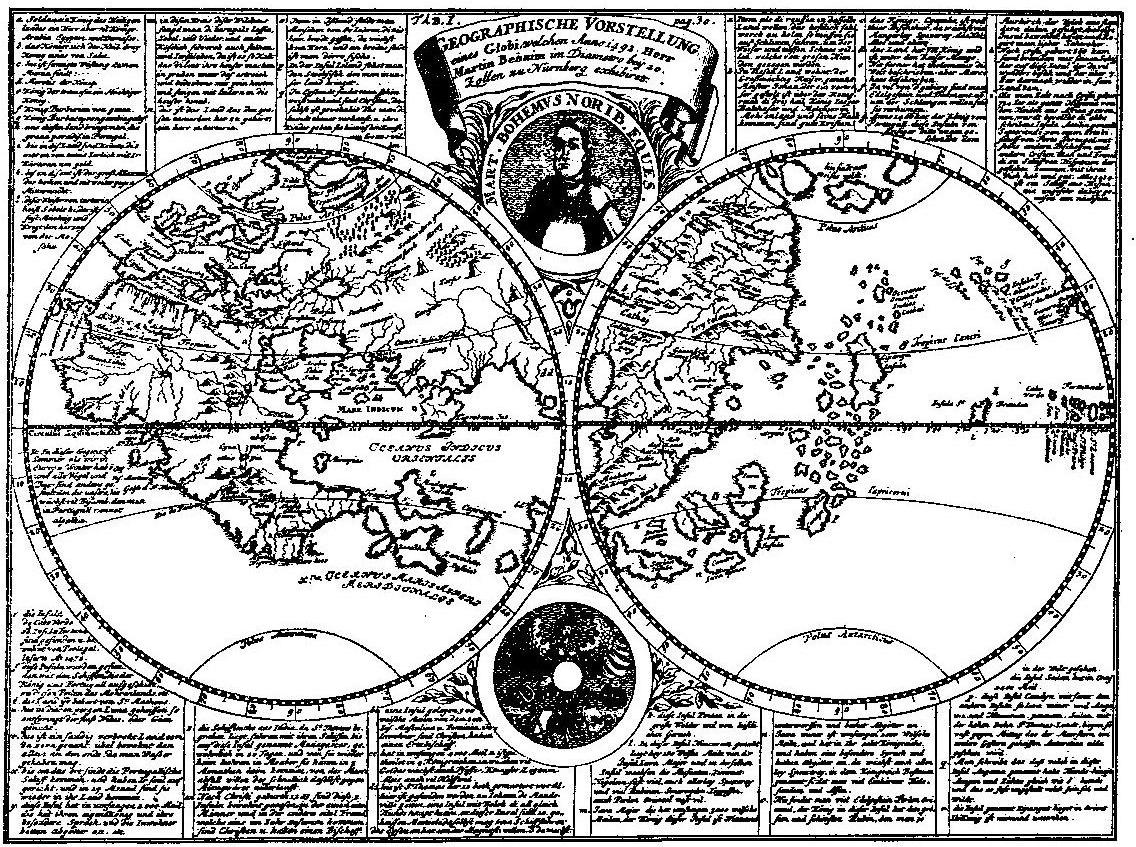
رسالة عام1889م توضح صورة للكرة الأرضية ،وأنصاف الكرة الأرضية عام1492م

عام 1490م غادر مارتين البرتغال ليزور مسقط رأسه نورنبرغ بهدف التجارة، على الرغم من إنه جاء ليبحث عن ميراث والدته التي قامت بتوزيعه. وفي هذا الوقت أستطاع مارتين أيضاً أن يسير تجارته بشكل كاف، وكان يفكر للعودة إلى البرتغال، على الرغم من طلب جورج هولز عضو بمجلس المدينة لمارتين أن يصمم كرة أرضية.
في عام 1470م قد قام چورج بزيارة مصر، وأراضي مقدسة، وكان مهتماً بتطور الأكتشافات الجغرافية. هو الذي طلب من بهايم إذا كان يستطيع تصميم تلك الكرة الأرضية التي يُعتمد عليها الآن في الاكتشافات الحديثة البرتغاليين. قَبلَ مارتين عرضه، وبدأ في تنفيذه.
كان تصنيع الكرة الأرضية يعكس جميع الأراضي المكتشفة بواسطة المكتشفين قبل اكتشاف أمريكا عام1492م. عُرِفت الكرة بالأردبفيل (حرفياً: تفاحة الأرض)، قطرها 507ملليمتر، لكو لم يشير إلى الطول أو العرض الجغرافي لها، لكن يعرض دائرة خط الطول، والمدارات، ومجموعة دائرة البروج.
تتضمن هذه المرة أخطاء تمتلكها خريطة عالم الفلك باولو دال بوسو توسكانلي، بالإضافة إلى احتوائها على رموز تمثيلية للبلاد الواضحة ومعلومات صغيرة عنهم، وأيضاً رسومات عن سكانها. توجد حالياً أردابفيل في متحف نورنبرغ (المتحف الألماني الوطني)، وتم التعارف على العديد من الصور طبق الأصل لهذه الكرة الأرضية.

## وفاته

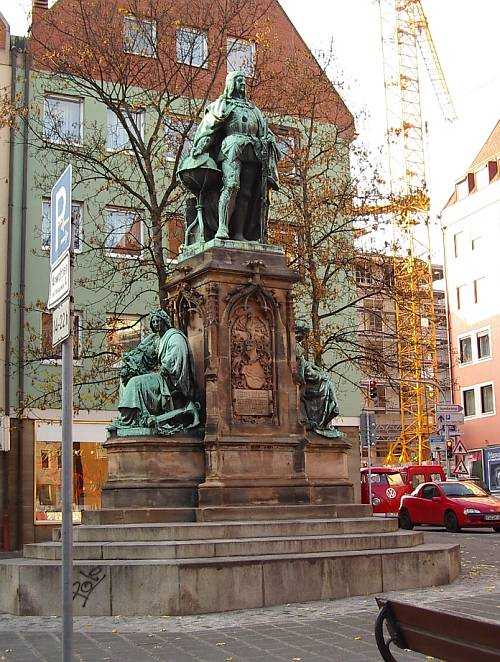
تمثال لمارتين بهايم في نورنبرغ

في يوليو 1493م تقريباً بعد ثلاث سنوات، غادر مارتين نورنبرغ وعاد إلى البرتغال. وفقاً لشهادة أنطونيو بيجاڤيت-مؤرخ أخباري لدوران حول العالم تم بواسطة بعثة ماجلان -الكانو- أن مارتين بهايم قام مؤخراً برسم خريطة للكرة الأرضية، وتضم الأمريكتين ما بين المحيط الأطلسي والهادي. قام بيجاڤيتبكتابة التالي«إذا لم أكن على معرفة بالقبطان العام، لن أمر بهذا المضيق؛ لأن جميعاً اعتقد إنه مغلق، لكن هو كان يعلم إنه يجب علينا الإبحار من خلاله، وقد رأيته في خريطة محفوظة في خزان ملك البرتغال» وهذه الخريطة مؤكدة بواسطة أنطونيو دي هيريرا تورداسيا-المؤرخ المرموق لبلاد الهند، والذي روى كيف قام ماجلان بعرض مشروعه على وزراء الملك شارحاً إن المضيق كان يظهر في أحد المخططات البحرية المنشأة بواسطة مارتين بهايم . هذه الخريطة قد فقدت، وربما تحتوي على بيانات جغرافية سرية لم يرغب البلاط الملكي البرتغالي أن يشاركها مع القوات البحرية الأخرى كإسبانيا، أو إنجلترا. تشير بعض المراجع إلى أن بهايم كان يقيم تجارته في جزيرة فايلا حتى عام 1506م، ثم عاد إلى لشبونة. توفى مارتين في حالة مُزرية في 29يوليو1507م بمستشفى دي تودوس سانتوس لشبونة، وأسباب فقره لا تزال غير معروفة.